# Zürcher Sängerknaben
Die Zürcher Sängerknaben sind der aus Knaben und Männern bestehende Knabenchor von Zürich.

## Geschichte
Die Zürcher Sängerknaben wurden um das Jahr 1960 von Alphons von Aarburg gegründet. Über Jahrzehnte hinweg bis zu seinem Tod im Jahr 2023 leitete Alphons von Aarburg den Chor, in den letzten Jahren zusammen mit seinem Sohn Konrad. Entstanden ist der Chor in der römisch-katholischen Pfarrei St. Franziskus Wollishofen und nannte sich bis 1976 St. Franziskus Sängerknaben. Der Chor besteht aus mehr als hundert Buben und mehrheitlich jungen Männern, die aus Zürich oder der näheren Umgebung kommen und aus allen Bevölkerungsschichten und Konfessionen stammen. Seit dem Tod seines Vaters ist Konrad von Aarburg der alleinige Leiter der Zürcher Sängerknaben.

## Organisation
Der Chor ist keinem Internat oder einer besonderen Schule angeschlossen, sondern wird durch einen Trägerverein betrieben. Dieser Verein Zürcher Sängerknaben unterhält gemäss Statuten eine Singschule sowie in der Regel einen Allgemeinen Chor, einen Konzertchor und einen Reisechor  und bezweckt damit die gesangliche Ausbildung, die Persönlichkeitsbildung und Förderung von Knaben und jungen Männern im Rahmen des Chorgesanges und solistischer Tätigkeit.
Drei- bis viermal wöchentlich treffen sich die Zürcher Sängerknaben zur Probe in einem in der Stadt Zürich gelegenen Probelokal; weitere zwei oder drei Wochen verbringen die Mitglieder des Chores im Singlager im Allgäu, um das Repertoire des Chores zu vertiefen.

## Künstlerische Schwerpunkte
Verschiedene Konzertreisen führten die Zürcher Sängerknaben durch die Schweiz, nach Italien, Belgien, Frankreich, Deutschland, Ungarn, Tschechoslowakei, Österreich, Finnland, Holland, Portugal, in die USA, Russland und nach China.
Bedeutende Dirigenten wie zum Beispiel Herbert von Karajan, Nikolaus Harnoncourt, Christoph Eschenbach, John Eliot Gardiner, Franz Welser-Möst, Charles Dutoit, Sir Roger Norrington, David Zinman, Kent Nagano, Paavo Järvi, Armin Jordan, Hiroshi Wakasugi, Gerd Albrecht, Alain Lombard, Ferdinand Leitner, Muhai Tang und Künstler wie Luciano Pavarotti, Edita Gruberová, Jonas Kaufmann, Kiri Te Kanawa, Kathleen Battle, José van Dam, Vesselina Kasarova, Kurt Moll, Ian Bostridge oder aber die Strassburger Philharmoniker, sowie die Berliner Philharmoniker haben schon mit den Zürcher Sängerknaben musiziert.
Über viele Jahre wirken Knabensolisten der Zürcher Sängerknaben regelmässig an Aufführungen des Opernhauses Zürich mit. Die Solisten der Zürcher Sängerknaben waren auch schon zu Gast in den Opernhäusern Opéra de Lausanne, Grand Théâtre de Genève, Opéra National de Lyon, Grand Théâtre de Metz, dem Opernhaus von Shanghai, der Royal Festival Hall London und bei den Salzburger Festspielen (im Festspielhaus bei den Osterfestspielen 1988/89 unter Herbert von Karajan, wo sie in der "Tosca" von Puccini zusammen mit den  Berliner Philharmonikern, dem Chor der Wiener Staatsoper und Luciano Pavarotti mitwirkten.).
Aber auch als Musical-Darsteller wurden die Solisten schon engagiert, unter anderem für die Hauptrollen in der Weltpremiere des Musicals "Die Schwarzen Brüder", bei der sie in 40 Aufführungen vor mehr als 40'000 Zuhörern auftraten.
2015 sangen die Zürcher Sängerknaben, auf Einladung des Tölzer Knabenchores am Internationalen Knabenchorfestival Bad Tölz zusammen mit dem Tölzer Knabenchor und den Wiltener Sängerknaben. Im gleichen Jahr sang der Knabenchor ebenfalls an der Eröffnungszeremonie des IAAF Diamond League Leichtathletik Events "Weltklasse Zürich" vor 25'000 Zuschauern im Stadion Letzigrund.
Einen Schwerpunkt der CD-Produktionen der Zürcher Sängerknaben bilden Ersteinspielungen von Werken Michael Haydns.

## Mädchenchor Zürich und Schule Cantaleum
2016 gründete Konrad von Aarburg den Mädchenchor Zürich. 2023 übergab er die Leitung des Mädchenchors an Stephanie Ritz und Raimund Wiederkehr.
Der Wunsch nach einer eigenen Schule für die Zürcher Sängerknaben war immer wieder Thema im Elternkreis des Chores sowie bei der Chorleitung selbst. 2017 wurde dieser Wunsch in Form einer Kooperationsschule Realität. Das Cantaleum Zürich, gegründet durch Maja Coradi und Konrad von Aarburg ist eine zweisprachige Tagesschule mit musikalischem Profil für Kindergarten und Primarstufe sowie der Sekundarstufe. Im geschichtsträchtigen Haus Sonnenberg, einem ehemaligen Waisenhaus der Stadt Zürich, nahm die Schule im August 2017 ihren Betrieb auf. Das Schulmodell vereint neuste Erkenntnisse aus der Bildungsforschung mit der jahrelangen pädagogischen Erfahrung in den Reihen der Zürcher Sängerknaben.
Öffentliche Unterstützung erhält das Projekt durch führende Persönlichkeiten aus Bildung, Wissenschaft und Kultur:

### Patronatskomitee
- Alphons von Aarburg (Künstlerischer Leiter, Chorleiter und Gründer Zürcher Sängerknaben)[17]
- Priska Brüllhart-Kissling (Mitglied des Bildungsrates Kanton Zürich)[18]
- Daniel Fueter (Komponist, Pianist, Autor, ehemaliger Rektor Hochschule Musik und Theater Zürich)[19]
- Philippe Jordan (Musikdirektor Opéra National de Paris, Musikdirektor Wiener Staatsoper)[20]
- Andrea F. G. Raschèr (Inhaber Raschèr Consulting)[21]
- Ilona Schmiel (Intendantin Tonhalle-Gesellschaft Zürich, Tonhalle-Orchester Zürich)[22]
- Ulrike Stedtnitz (Expertin für Begabungsförderung, Geschäftsleiterin stedtnitz. design your life)[23]
- Stefan C. Wolter (Direktor Schweizerische Koordinationsstelle für Bildungsforschung SKBF)[24]

Die Schule und der Kindergarten stehen musikinteressierten Mädchen und Jungen offen. Jedes Kind am Cantaleum Zürich singt in einem der beiden Partnerchöre (Jungen bei den Zürcher Sängerknaben, Mädchen im Mädchenchor Zürich) und erhält Einzelstimmbildung. Die beiden Chöre sind für sich selbständige Institutionen und auch weiterhin offen für Kinder aus anderen Schulen.
Das Cantaleum wird betrieben durch die Cantaleum Zürich AG, welche wiederum durch eine gemeinnützige Stiftung getragen ist. Die Schule erfüllt somit einen gemeinnützigen Zweck und ist nicht gewinnorientiert. Die Anschubfinanzierung der Schule erfolgte grösstenteils durch Spenden aus privater Hand (über eine Million Schweizer Franken).

## Trivia
Die Sänger des Vokalensembles Six in Harmony kennen sich aus ihrer Zeit als Zürcher Sängerknaben.

## Bekannte ehemalige Zürcher Sängerknaben
- Philippe Jordan, Dirigent (Musikalischer Direktor: Opéra national de Paris, Musikdirektor Wiener Staatsoper)[29]
- Urs Rohner, Wirtschaftsjurist, Manager (Ehemaliger Verwaltungsratspräsident Credit Suisse)
- August Schram, Sänger, Entertainer (Moderator bei SRF "Der Opernführer")
- Daniel Winiger, Pianist, Chorleiter des Kinderchors Kaltbrunn SG
- Raimund Wiederkehr, Chorleiter, Sänger, Pianist
- Konrad von Aarburg, Sänger, Chorleiter (Zürcher Sängerknaben), Schulleitung (Cantaleum Zürich)
- Olivier de Molina, Unternehmer, Sänger
- Caspar Dechmann, Pianist, Dirigent
- Gotthard Odermatt, Oboist, Dirigent, Komponist
- Roman Strassmann, Violinist
- Christian Jott Jenny, Gemeindepräsident St. Moritz[29], Sänger, Entertainer, Veranstalter
- Frederik Jacobs, Gastrounternehmer
- Daniel Hellmann, Sänger, Schauspieler, Performer
- Dominic Limburg, Dirigent (Gewinner des deutschen Operettenpreises für junge Dirigenten 2016)

## Diskografie
- 1967 Spassige Geschichten
- 1968 Weihnachts-LP
- 1972 Volkslieder
- 1975 Leopoldimesse (Michael Haydn)
- 1978 Zauberflöte (Wolfgang Amadeus Mozart) – zusammen mit Alain Lombard, Edita Gruberová, Kiri Te Kanawa, Kathleen Battle, Kurt Moll, José van Dam und dem  Orchestre de Philharmonique de Strasbourg
- 1979 Weihnachtslieder aus der alten Schweiz
- 1980 Volkslieder
- 1980 Jubiläums-LP 20 Jahre Zürcher Sängerknaben
- 1983 Stille Nacht
- 1984 Krönungsmesse (Wolfgang Amadeus Mozart)
- 1986 LP-Produktion für die UNICEF
- 1987 Herz im Kopf – zusammen mit Sonja Sieber
- 1990 Missa Sti. Leopoldi und Vesper (Michael Haydn)
- 1991 Stille Nacht
- 1995 Ave Maria
- 1996 CD-Produktion im Rahmen des Natale Vaticano – zusammen mit Laura Pausini
- 1997 The Most Beautiful Swiss Folk Songs and Tunes – Im Rahmen von "Singing Switzerland" in Zusammenarbeit mit dem Schweizer Radio und Fernsehen
- 1998 Missa San. Gottardi (Michael Haydn) – zusammen mit Christoph Poppen und dem Münchener Kammerorchester
- 1999 Guter Mond
- 1999 Die Schöpfung (Joseph Haydn) – zusammen mit Howard Griffiths, Edita Gruberová und dem Zürcher Kammerorchester
- 2000 The Most Beautiful Swiss Folk Songs and Tunes – Im Rahmen von "Singing Switzerland" in Zusammenarbeit mit dem Schweizer Radio und Fernsehen
- 2003 Saint Nicolas (Benjamin Britten) – zusammen mit Howard Griffiths und dem Zürcher Kammerorchester
- 2006 Missa Sti. Francisco Seraphici (Michael Haydn) – zusammen mit Howard Griffiths und dem Zürcher Kammerorchester
- 2010 "Gustav Mahler : Symphony No.8 in E flat 'Symphony of a Thousand' – zusammen mit David Zinman und dem Tonhalle Orchester Zürich
- 2013 Stabat Mater (Giovanni Battista Pergolesi) – zusammen mit Alex Potter und dem Barockorchester Capriccio
- 2015 Ave Maria / Halleluja / Rejoice – zusammen mit dem Zürcher Kammerorchester

## Filme
- 1998 L'Or des Anges (von Philippe Reypens)
- 2004 Un peu de fièvre (von Philippe Reypens)
- 2010 Music of the Moment (mit Galina Vracheva, von Dorothee Binding)